# Феленчак Василь Андрійович
Феленчак Василь Андрійович (20 березня 1947, с. Нагірянка, нині Україна — 7 лютого 2022, м. Тернопіль, Україна) — український музикант, диригент, засновник і художній керівник Галицького муніципального камерного оркестру. Народний артист України (2016).

## Життєпис
Василь Феленчак народився 20 березня 1947 року у селі Нагірянці, нині Нагірянської громади Чортківського району Тернопільської области України.
Закінчив Тернопільське музичне училище (1971), Таджицький інститут мистецтв (1977, м. Душанбе, нині Таджикистан). У м. Томськ (нині РФ): артист обласної філармонії (1972—1977), диригент симфонічного оркестру (1979—1986), де співпрацював із відомими виконавцями — В. Крайнєвим, І. Ойстрахом, В. Співаковим та іншими. У 1977—1979 — стажувався на курсах оперно-симфонічного диригування під керівництвом академіка А. Каца у м. Новосибірськ (нині РФ).
Від 1986 — викладач Тернопільського педагогічного інституту, де організатор фортепіанного тріо, струн. квартету, ансамблю скрипалів, камер. оркестру. Від 1991 — засновник, художній керівник і диригент Галицького камерного оркестру (від 2002).

## Доробок
Автор музичних творів, оркестрових аранжувань, інструментівок, навчальних програм, методичних рекомендацій із музичних дисциплін.

## Нагороди
- лауреат міжнародного фестивалю класичної музики «Празька весна» (1986),
- тернопільська обласна премія імені Степана Будного (1995),
- лауреат 1-го всеукраїнського конкурсу хорів та оркестрів «Синкопа... Слово... Па- Де-Де...» (2007),
- заслужений артист України (2007)[3],
- відзнака Тернопільської міської ради II ступеня (2010)[4],
- відзнака Тернопільської міської ради (2013)[5],
- народний артист України (2016)[6],
- Людина року (Тернопільщина, 2017)[7],
- тернопільська обласна премія імені Соломії Крушельницької (2017)[8].

28 серпня 2021 року на тернопільській Алеї зірок відкрили зірку Василя Феленчака.